# Peter Kutemann

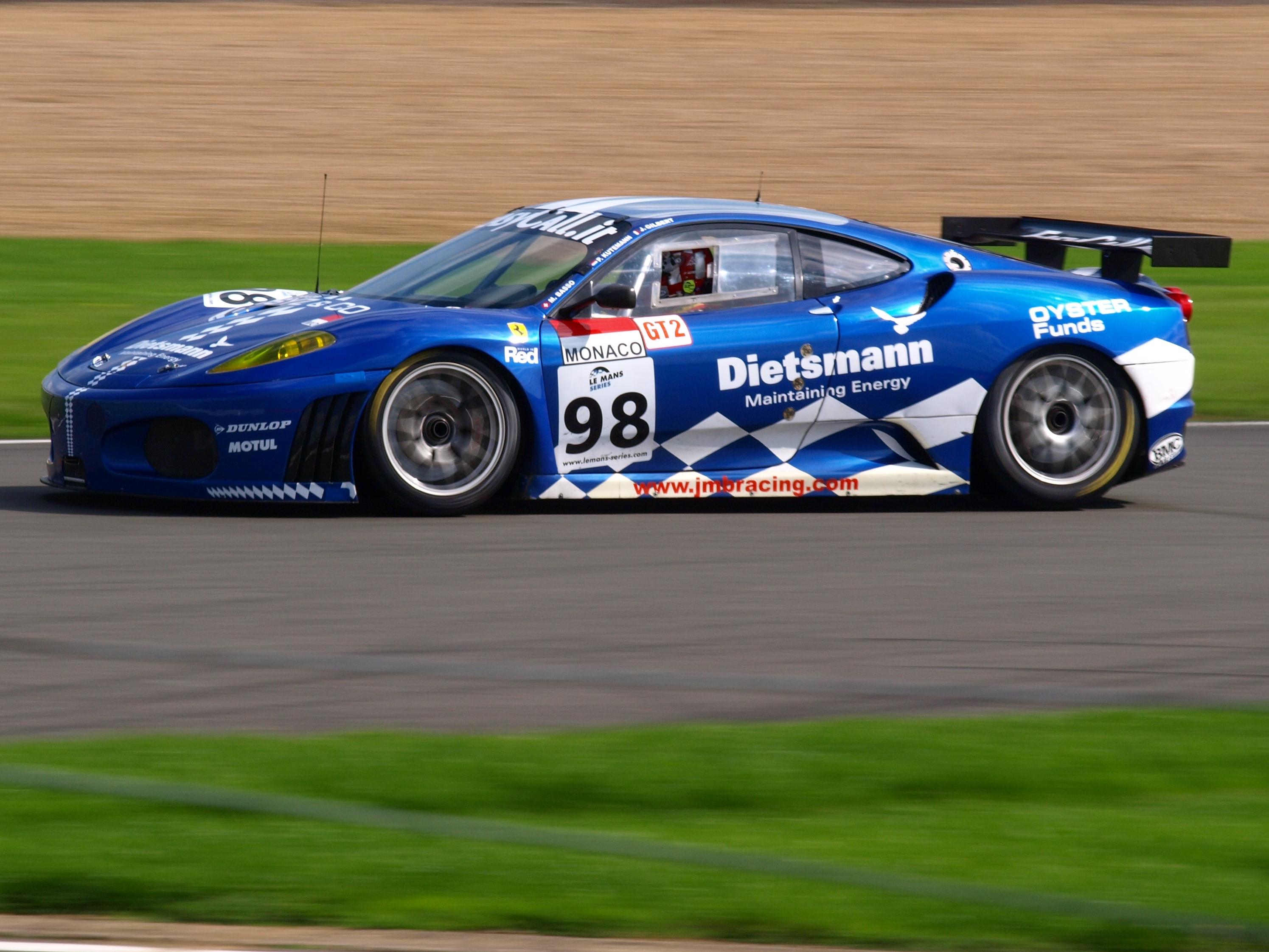
Peter Kutemann am Steuer eines Ferrari F430 GT, beim 1000-km-Rennen von Silverstone 2008

Peter Kutemann (* 12. September 1947 in Nieuwer Amstel) ist ein ehemaliger niederländischer Autorennfahrer und Unternehmer.

## Unternehmer
Kutemann ist CEO des Unternehmens Dietsmann, eines Service-Unternehmens aus der Raffinerie-Branche.

## Karriere als Rennfahrer
Peter Kutemann fuhr seit 2000 regelmäßig Sportwagenrennen in der FIA-GT-Meisterschaft. Sein Debüt in dieser Rennserie gab er auf einem Ferrari 360GT des französischen JMB-Teams. Der wohlhabende Niederländer, der in der Ölindustrie tätig ist und in Monaco lebt, fuhr mit unterschiedlichen Teampartnern bis 2009 immer wieder Rennen für JMB. Teamkollegen waren bekannte Fahrer wie Philippe Alliot, Iradj Alexander und Ben Aucott.
2000 und 2001 wurde er beim 6-Stunden-Rennen von Vallelunga jeweils Zweiter in der N-GT-Klasse und 2007 Gesamtdritter im FIA-GT-Citiation-Cup. 2006 bestritt er auch eine Saison in der italienischen GT-Meisterschaft, die er als Elfter der Gesamtwertung abschloss. Dieselbe Position erreichte er 2008 auch in der Gesamtwertung der GT2-Klasse der Le Mans Series.
2010 wechselte Kutemann aus der GT2-Klasse in die Formula Le Mans der Le Mans Serie. Auf einem Oreca FLM 09 des JMB-Teams bestritt er insgesamt 9 Rennen bis 2011, ehe er seine Rennkarriere beendete.